# Restoule Provincial Park
Restoule Provincial Park är en park i Kanada.   Den ligger i provinsen Ontario, i den sydöstra delen av landet, 300 km väster om huvudstaden Ottawa. Restoule Provincial Park ligger 244 meter över havet. Den ligger vid sjön Restoule Lake.
Terrängen runt Restoule Provincial Park är platt. Trakten runt Restoule Provincial Park är nära nog obefolkad, med mindre än två invånare per kvadratkilometer.. Det finns inga samhällen i närheten. 
I omgivningarna runt Restoule Provincial Park växer i huvudsak blandskog.